# تپه خارا بالار۳
تپه خارا بالار۳ مربوط به سده‌های میانه و متاخر دوران‌های تاریخی پس از اسلام است و در شهرستان مراغه، بخش سراجو، دهستان سراجوی شرقی، روستای صومه سفلی واقع شده و این اثر در تاریخ ۲۵ آبان ۱۳۸۷ با شمارهٔ ثبت ۲۳۶۳۴ به‌عنوان یکی از آثار ملی ایران به ثبت رسیده است.